# (18127) Denversmith
(18127) Denversmith (2000 OX3) – planetoida z grupy pasa głównego asteroid okrążająca Słońce w ciągu 3,48 lat w średniej odległości 2,29 j.a. Odkryta 24 lipca 2000 roku.